# Luana Anders
Pour les articles homonymes, voir Anders.

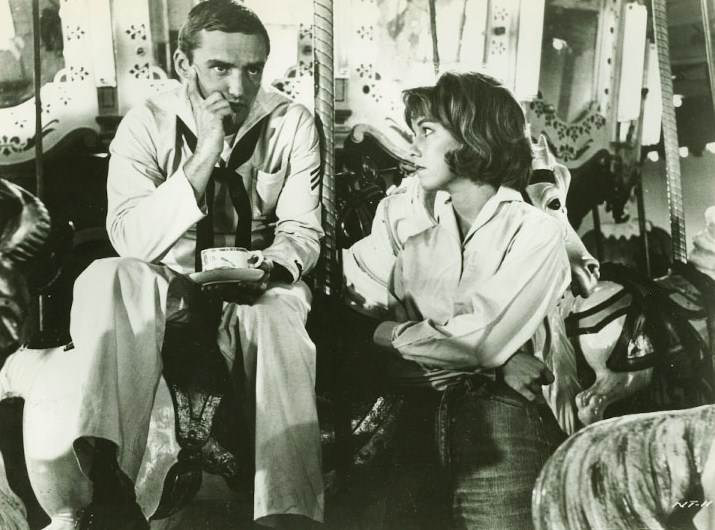
Avec Dennis Hopper, dans Marée nocturne (1961)

Luana Margo Anderson — née le 12 mai 1938 à New York (État de New York), morte le 21 juillet 1996 à Los Angeles, quartier de Mar Vista (Californie) — est une actrice américaine, connue sous le nom de scène de Luana Anders.

## Biographie
Au cinéma, Luana Anders contribue à quarante-et-un films américains (ou en coproduction), le premier sorti en 1957. Suivent notamment La Chambre des tortures de Roger Corman (1961, avec Vincent Price et John Kerr), Dementia 13 de Francis Ford Coppola (1963, avec William Campbell et Patrick Magee), Easy Rider de Dennis Hopper (1969, avec le réalisateur et Peter Fonda), Missouri Breaks d'Arthur Penn (1976, avec Marlon Brando et Jack Nicholson), ou encore Doppelganger d'Avi Nesher (1993, avec Drew Barrymore et George Newbern).
Son dernier film est Cannes Man de Richard Martini (en) (avec Francesco Quinn et Seymour Cassel), sorti en 1996, année de sa mort prématurée (à 58 ans), d'un cancer du sein.
Pour la télévision, elle apparaît dans trente-trois séries à partir de 1955, dont Rawhide (un épisode, 1961), Au-delà du réel (un épisode, 1964), La Petite Maison dans la prairie (un épisode, 1977) et Santa Barbara (sa dernière série, 1991-1992).
Elle collabore également à cinq téléfilms diffusés entre 1972 et 1992, dont Confusion tragique de Waris Hussein (1991, avec Bonnie Bedelia et Brian Kerwin).

## Filmographie partielle

### Cinéma
- 1957 : Reform School Girl d'Edward Bernds : Josie Brigg
- 1958 : The Notorious Mr. Monks de Joseph Kane : Gilda Hadley
- 1959 : La police fédérale enquête (The FBI Story) de Mervyn LeRoy : Mme Graham
- 1961 : La Chambre des tortures (The Pit and the Pendulum) de Roger Corman : Catherine Medina
- 1961 : Marée nocturne (Night Tide) de Curtis Harrington : Ellen Sands
- 1963 : The Young Racers de Roger Corman : Henny
- 1963 : Dementia 13 de Francis Ford Coppola : Louise Haloran
- 1964 : Sex and the College Girl de Joseph Adler (en)
- 1967 : Le Diable à trois (Games) de Curtis Harrington : une invitée à la fête
- 1967 : The Trip de Roger Corman : la serveuse
- 1968 : Adorablement vôtre (How Sweet It Is!) de Jerry Hopper : l'amie d'Agatzi
- 1969 : Easy Rider de Dennis Hopper : Lisa
- 1969 : That Cold Day in the Park de Robert Altman : Sylvia
- 1972 : Quand meurent les légendes (When the Legends Die) de Stuart Millar : Mary
- 1973 : La Dernière Corvée (The Last Detail) d'Hal Ashby : Donna
- 1975 : Shampoo d'Hal Ashby : Devra
- 1976 : Missouri Breaks d'Arthur Penn : la femme du rancher
- 1978 : En route vers le sud (Goin' South) de Jack Nicholson : Lorette Anderson
- 1982 : Personal Best de Robert Towne : Rita Cahill
- 1985 : Movers and Shakers de William Asher : Violette
- 1988 : You Can't Hurry Love de Richard Martini (en)
- 1990 : The Two Jakes de Jack Nicholson : la fleuriste
- 1993 : Doppelganger d'Avi Nesher : Ginger
- 1993 : Drôles de fantômes (Heart and Souls) de Ron Underwood : une fonctionnaire du bureau d'enregistrement
- 1993 : Cavale sans issue (Nowhere to Run) de Robert Harmon : la meneuse des débats au conseil municipal
- 1995 : Wild Bill de Walter Hill : une femme au sanatorium
- 1996 : Cannes Man de Richard Martini (en) : l'agent au téléphone

### Télévision
Séries
- 1956 : Badge 714 (Dragnet)
  - Saison 5, épisode 26 The Big No Suicide : Anna Marie Harmon
- 1959 : L'Homme à la carabine (The Rifleman)
  - Saison 1, épisode 19 Shivaree de Joseph H. Lewis : Lisabeth Bishop
- 1959 : Sugarfoot
  - Saison 2, épisode 18 The Avengers : la princesse
- 1961 : Rawhide
  - Saison 3, épisode 25 L'Homme en fuite (Incident of the Running Man) de Jus Addiss
- 1963 : Le Plus Grand Chapiteau du monde (The Greatest Show on Earth)
  - Saison unique, épisode 12 The Wrecker de Vincent McEveety : Margaret
- 1964 : Au-delà du réel (The Outer Limits)
  - Saison 1, épisode 26 La Demeure mystérieuse (The Guests) de Paul Stanley : Theresa « Tess » Ames
- 1968 : Hawaï police d'État (Hawaii Five-O)
  - Saison 1, épisode 7 Le Rat d'hôtel (...And They Painted Daisies on His Coffin) : Maggie
- 1971 : L'Homme de fer (Ironside)
  - Saison 4, épisode 17 La Cible (The Target) de Don Weis : Nina Loring
- 1972 : Bonanza
  - Saison 14, épisode 1 Forever de Michael Landon : Julie
- 1972 : Mannix
  - Saison 6, épisode 12 Dimanche perdu (Lost Sunday) de Reza Badiyi : Angie McCall
- 1977 : La Petite Maison dans la prairie (Little House on the Prairie)
  - Saison 3, épisode 11 Blizzard de William F. Claxton : Lottie McGinnis
- 1990 : Rick Hunter
  - Saison 6, épisode 20 Clairvoyance (Second Sight) : Sarah Farrell
- 1991-1992 : Santa Barbara, feuilleton, épisodes non-spécifiés : Rona

Téléfilms
- 1972 : Evil Roy Slade de Jerry Paris : Alice Fern
- 1979 : The Suicide's Wife de John Newland : Mme Robbin
- 1991 : Confusion tragique (Switched at Birth) de Waris Hussein : l'infirmière Ames
- 1992 : Cœurs en feu (In Sickness and in Health) de Jeff Bleckner : Dorothy
- 1992 : Au nom de ma fille (In My Daughter's Name) de Jud Taylor : Mme Samp